# 荨麻叶马蓝
荨麻叶马蓝（学名：Strobilanthes urticifolius）为爵床科紫云菜属的植物。分布在克什米尔地区、印度以及中国大陆的西藏等地，生长于海拔2,500米的地区，见于山边草丛中，目前尚未由人工引种栽培。